# Tadeusz Krzyżowski
Tadeusz Krzyżowski (ur. 1 października 1946 w Jeleśni koło Żywca) – pułkownik Wojska Polskiego.

## Życiorys
W 1968 ukończył Oficerską Szkołę Radiotechniczną w Jeleniej Górze. W 1969 rozpoczął służbę wojskową w 22 Dywizjonie Rakietowym Obrony Powietrznej zajmując kolejno stanowiska: oficera naprowadzania, dowódcy baterii radiotechnicznej, szefa służb technicznych i dowódcy dywizjonu w latach 1981–1987. Przeniesiony służbowo na stanowisko szefa wynalazczości Wojsk Lotniczych i Obrony Powietrznej po reorganizacji, Sił Powietrznych. W 2001 odszedł do rezerwy. W latach 2001–2006 jako pracownik cywilny pracował w Dowództwie Sił Powietrznych na stanowisku starszego specjalisty ds wynalazczości -sekretarza komisji ds wynalazczości Sił Powietrznych.
Absolwent uczelni: OSR (1968), Wyższa Oficerska Szkoła Radiotechniczna (1980), WAP (1987), WAP – studia doktoranckie (1989). W 1989 uzyskał stopień doktora nauk ekonomicznych.
Jest autorem 36 projektów wynalazczych. Wyróżniony za działalność wynalazczą przez Prezesa Rady Ministrów RP tytułem i Złotą Odznaką „Zasłużony dla Wynalazczości i Racjonalizacji” (1992).

## Awanse
- podporucznik (1968)[10]
- porucznik (1971)[10]
- kapitan (1975)[10]
- major (1980)[10]
- podpułkownik (1984)[10]
- pułkownik (1989)[10]

## Orderyiodznaczenia
- Krzyż Kawalerski Orderu Odrodzenia Polski – 14 września 1988[10]
- Złoty Krzyż Zasługi – 7 października 1981[10]
- Złoty Medal „Za zasługi dla obronności kraju”[11]
- Złoty Medal „Siły Zbrojne w Służbie Ojczyzny”[12]
- Medal „Zasłużony dla Lotnictwa”[13]
- Złota Odznaka „Zasłużony dla Wynalazczości i Racjonalizacji”